# 紫红鞘薹草
紫红鞘薹草（学名：Carex purpureovagina）为莎草科薹草属的植物。分布于中国大陆的广西等地，生长于海拔1,600米至1,700米的地区，多生在山谷阴处和疏林下岩石上，目前尚未由人工引种栽培。